# Thallarcha rhaptophora
Thallarcha rhaptophora är en fjärilsart som beskrevs av Oswald Beltram Lower 1914. Thallarcha rhaptophora ingår i släktet Thallarcha och familjen björnspinnare. Inga underarter finns listade i Catalogue of Life.